# Embedded (Semillas de Meathook)
Embedded es el álbum de estudio debut de la banda de metal industrial Meathook Seed, el cual fue lanzado en marzo de 1992 por Earache Records . El grupo fue fundado como un proyecto paralelo por el guitarrista de Napalm Death, Mitch Harris, en 1992, con el objetivo de mezclar el metal industrial con el death metal . La banda se inició como resultado de la colaboración entre Harris y los miembros de Obituary Donald Tardy y Trevor Peres, quienes se encargaron de la batería y la voz respectivamente.

## Descripción general
Embedded es una fusión de Death Metal, Metal Industrial y Hardcore Punk, mientras que el último tema, "Sea of Tranquility", es una canción ambient y trance .  Cada canción del álbum es diferente, tanto en términos de tempo como de estructura.

## Recepción
El crítico de AllMusic, Jason Birchmeier  dio al álbum tres estrellas de cinco, afirmando que "este atrevido álbum puede haber sido solo un proyecto paralelo único para el trío" 

## Personal

### Semilla de anzuelo
- Trevor Peres – voz
- Mitch Harris - guitarras, bajo, programación
- Donald Tardy - batería

### Personal técnico
- Semilla de anzuelo - producción